# Miyamayomena
Miyamayomena là một chi thực vật có hoa trong họ Cúc (Asteraceae).

## Loài
Chi Miyamayomena gồm các loài: